# Knèze
Pour les articles homonymes, voir Knez.
Le mot knèze est la forme francisée du mot knez, formé sur un radical (« knz ») qu'on trouve dans plusieurs langues, notamment slaves. 
Les termes formés sur ce radical désignent des chefs de noblesse plus ou moins élevée, parfois de rang princier (notamment en Russie).

## Linguistique

### Occurrences du radical «knz»
- slovène : knez
- serbo-croate : knjaz (hors famille royale, où le mot est princ)
- russe et ukrainien : князь (knyaz' )
- polonais : kniaź ; mais dans cette langue, ce mot désigne des « princes » russes ou lituanien du Moyen Âge ; en polonais courant, « prince » se dit książę
- tchèque : kníže

On le trouve aussi dans des langues non slaves, mais établies dans un environnement slave : 
- roumain : cneaz
- azéri : knyaz

### Étymologie
Étymologiquement, ces mots peuvent être rapprochés des mots germaniques signifiant « roi »
- anglais : king (« prince » = prince)
- allemand : König (« prince » = Fürst, hors famille royale, où on trouve Prinz)
- langues scandinaves : konung.

## Des significations diverses au Moyen Âge

### Les princes kiéviens et russes
Le mot knyaz'  ne désigne pas forcément le titre le plus élevé. L'appellation officielle du monarque russe jusqu'à l'adoption du titre de tsar (du latin Cæsar) en 1547 par Ivan le Terrible, est Veliki Knyaz' , en russe : Вели́кий князь. 
Ce titre, d'abord attesté pour les seuls souverains de la principauté de Kiev, est repris par ceux de Moscou, qui le complètent par de toute(s) la/les Russie(s), formule qui se réfère aux principautés russes des XIIIe et XIVe siècles (Souzdal, etc.), réunies sous l'égide de la principauté de Moscou.

### Le cas des Esclavonies
Les knez sont d'un niveau assez bas de la noblesse : un knez a l'autorité sur un cnésat ou canesat (forme latine, dans les chroniques médiévales), qui regroupe plusieurs familles, gouvernées par une hiérarchie patriarcale. Plusieurs canésats forment un voïvodat, à la tête duquel se trouve un voïvode.
Cette organisation se retrouve en Europe du sud-est :
- dans les « Esclavonies » (régions slavophones) au Xe siècle, un knez est le chef d'une troupe ou d'une marche militaire.

### Le cas des Valachies
Dans les « Valachies » (régions romanophones), un cneaz est chef d'une communauté de paysans et de bergers. 

## Source
- Cet article est partiellement ou en totalité issu de l'article intitulé « Knyaz » (voir la liste des auteurs).